# XXIV Premis Iris
La 24a edició dels Premis Iris, presentats per la Acadèmia de les Ciències i les Arts de Televisió d'Espanya reconeixen l'excel·lència en la televisió espanyola. La cerimònia va tenir lloc a la Kinépolis Ciudad de la Imagen, Madrid, el 21 de novembre de 2022, i va ser presentada per Luis Larrodera.
Els nominats van ser anunciats el 12 de juliol de 2022 amb la sèrie Sequía liderant les nominacions amb cinc, seguida per la sèrie Rapa amb quatre.

## Guanyadors i nominats
A continuació s'enumera el llistat de nominats i guanyadors. Els guanyadors apareixen primer i en negreta.
| Millor Programa - Benidorm Fest (La 1 / Playz) - Eufòria (TV3) - G.E.O Más allá del Límite (Prime Vídeo España) - Ilustres ignorantes (0 por Movistar Plus+) - La matemática del espejo: T2 (La 2) - Las tres puertas (La 1) - LOL: Si te ríes, pierdes (Amazon Prime Video) | Millor Ficció - La unidad (Movistar+) - El Cid (Amazon Prime Video) - HIT (La 1) - Intimidad (Netflix) - Rapa (Movistar+) - Sequía (La 1) |
| Millor Actor - Javier Cámara — Rapa com Tomás Hernández (Movistar+) - Álvaro Mel — La Fortuna com Álex Ventura (Movistar+) - Antonio Resines — Sentimos las molestias com Rafael Müller (Movistar+) - Miguel Rellán — Sentimos las molestias com Rafael Jiménez (Movistar+) - Daniel Grao — HIT com Hugo Ibarra Toledo "HIT" (La 1) - Jon Plazaola — Amar es para siempre com Raúl García Corcuera (Antena 3) - Miguel Ángel Muñoz — Sequía com Oscar Santos (La 1) | Millor Actriu - Elena Rivera Villajos — Sequía com Daniela Yanes (La 1) - Blanca Portillo — Días mejores com Doctora Soledad Laforet (Prime Video) - Alba Flores — Maricón perdido com Lola (TNT) - Candela Peña — Maricón perdido com Madre (TNT) - Itziar Ituño — Intimidad com Malen Zubiri (Netflix) - Leticia Dolera — Vida perfecta com María Eugenia Aguado (Movistar+) - Nathalie Poza — La unidad com Carla Torres (Movistar+) |
| Millor Direcció - La unidad — Dani de la Torre (Movistar+) - Rapa — Jorge Coira i Elena Trapé (Movistar+) - Sequía — Joaquín Llamas i Oriol Ferrer (La 1) - G.E.O Más Álla del Límite — David Miralles (Prime Vídeo España) - El condensador de fluzo — Aitor Gutiérrez (La 2) - Crims — Carles Porta (TV3 / Movistar+) | Millor Guió - Intimidad — Laura Sarmiento i Verónica Fernández (Netflix) - HIT — Joaquín Oristrell, Yolanda García Serrano, Jacobo Delgado, Luis Caballero i Pablo Bartolomé (La 1) - Rapa — Pepe Coira i Fran Araújo (Movistar+) - Vida perfecta — Leticia Dolera i Manuel Burque (Movistar+) - El Guernica en 5 sentidos — Miguel Toral (Telemadrid) - Into the blue (Grandes Documentales) — Robert Fonollosa (La 2)                 |
| Millor Informatiu - TD-2: "Especial desde la frontera Ucrania / Polonia" (La 1 / Canal 24 Horas / RTVE Play) - 7 Noticias (La 7) - Antena 3 Noticias 1 (Antena 3) - Antena 3 Noticias 2 (Antena 3) - El Objetivo (La Sexta) - Una hora menos especial Volcán (Televisión Canaria) | Millor Presentador/a d'Informatius - Carlos Franganillo — TD-2 (La 1) - Antonio García Ferreras — Al rojo vivo (La Sexta) - Olga Lambea — Informativos Canal 24 Horas (Canal 24 Horas) - Roberto Brasero — Mundo Brasero (Antena 3) - Sandra Golpe — Antena 3 Noticias 1 (Antena 3) - Vicente Vallés — Antena 3 Noticias 2 (Antena 3)                                                                                                   |
| Millor Producció - La casa de papel — Equip de producció (Netflix) - Sequía — Joaquín Llamas i Jorge Sánchez Gallo (La 1) - La Fortuna — Koldo Zuazua (Movistar+) - G.E.O Más allá del Límite — Oscar González Martín Moro i Matie Ojer Lanas (Prime Video) - TD-2: "Especial desde la frontera Ucrania / Polonia" — Equip de producció (La 1) - La isla de las tentaciones — Ángeles Villamarín (Telecinco)                                                        | Millor Realització - Benidorm Fest — Jordi Vives (La 1 / Playz) - La isla de las tentaciones — Víctor Peña i Víctor Mesa (Telecinco) - B.S.O con Emilio Aragón — Martín de Campos i Nacho Calvo (0 por M+) - Insiders — Javier Ruiz (Netflix) - El Hormiguero — David Fernández Rivas (Antena 3) - La voz — Álvaro Santamarina i Gerardo Ferreras (Antena 3)                                                                            |
| Millor Programa Infantil - Pocoyó (RTVE / Netflix / HBO Max / Amazon Prime / Hopster / Rakuten TV) - Croco Doc (Clan TV / À Punt) - Mironins (Clan TV / TV3) - Momonsters (Clan TV) | Millor Programa produït a Espanya per a un Canal Temàtic - Control de Carreteras (DMAX) - El chiringuito de Jugones (Mega) - Crónicas del zoo (DMAX) - Extraterrestres, ellos están entre nosotros (DMAX) - Roast Battle (Comedy Central) |
| Millor Presentador/a de Programes - María Casado — Las tres puertas (La 1) - Alfonso Arús — Aruser@s (La Sexta) - Andreu Buenafuente — El Late Motiv de Andreu Buenafuente (Movistar+) - Mercedes Milá — Milá vs. Milá (0 por M+) - Roberto Leal — El desafío (Antena 3) - Susanna Griso — Espejo público (Antena 3) | |

## Múltiples nominacions
| Nominacions | Programa                                             | Canal                             |
| ----------- | ---------------------------------------------------- | --------------------------------- |
| 5           | Sequía                                               | La 1                              |
| 4           | Rapa                                                 | Movistar+                         |
| 3           | HIT                                                  | La 1                              |
| 3           | La unidad                                            | Movistar+                         |
| 3           | Intimidad                                            | Netflix                           |
| 3           | G.E.O Más allá del Límite                            | Prime Vídeo España                |
| 2           | Vida perfecta                                        | Movistar+                         |
| 2           | Sentimos las molestias                               | Movistar+                         |
| 2           | La Fortuna                                           | Movistar+                         |
| 2           | Maricón perdido                                      | TNT                               |
| 2           | Benidorm Fest                                        | La 1 / Playz                      |
| 2           | Las tres puertas                                     | La 1                              |
| 2           | La isla de las tentaciones                           | Telecinco                         |
| 2           | Antena 3 Noticias 1                                  | Antena 3                          |
| 2           | Antena 3 Noticias 2                                  | Antena 3                          |
| 2           | TD-2: "Especial desde la frontera Ucrania / Polonia" | La 1 / Canal 24 Horas / RTVE Play |